# Franziska Dosenbach
Franziska Dosenbach, född 1832, död 1917, var en schweizisk affärsidkare.  Hon grundade 1865 företaget Schuhhaus Dosenbach, som tillverkade skor och sportutrustning, och som fortfarande finns. 